# Nûh I
Nuh Ibn Nasr, eller Nûh I, död 954, var emir över samaniderna mellan 943 och 954. Han var son till Nasr II.

## Biografi
Nûh I besteg efter sin fars död Sâmânî-tronen i Buchara år 943. Abbasidkalifen Müttakī-Lillâh skickade en skriftlig order och fana som bekräftade att han hade fått Transoxanien och Khorasan. Efter att han lämnat över statliga ärenden till sin lärare, lärd i Hanafi-skolan Hâkim ash-Shahid, mötte Nûh I ett uppror från guvernören i Khwarezm, Abdullah ibn Asjkam. 
Nûh I beskrivs som en dygdig och moralisk härskare i källorna. Men hans handlingar tyder på att han hade en ganska hård och hänsynslös karaktär. Nûh kämpade mot karmatierna som blev alltmer farliga för samaniderna i Mâverâünnehir och bröt deras inflytande genom att avrätta deras ledare. Perioden under Nûh I markerar början på en stagnationsperiod för samaniderna. Förutom upproren och inblandningen i statliga angelägenheter av befälhavare spelade också karahanidernas stärkande en roll i detta. Dessutom påverkade ekonomiska svårigheter, försämrad ordning och disciplin inom armén och guvernörernas inställning till centralregeringen. 
Nûhs fientliga beteende gentemot en iransk eller iraniserad arabisk härskarfamilj i den lilla furstendömet Chaghaniyan, Muhtajider och den politik han följde för att bryta deras inflytande inom staten skadade staten. Hans kamp mot buyiderna försvagade Samanidernas militära och ekonomiska styrka. Makdisî nämner att ett års skatt samlades in i förskott under hans regeringstid. Poeter skrev dikter som klagade på skatteförmän under denna period då även vanliga skatter var för tunga för människor att bära. Nerşahî Târîḫu Buḫârâ och Abu Shakûr-i Balhî Âferînnâme presenterade sina verk för Nûh. Nûh lade till titeln "Al-Malikü'l-Müayyad" (den stödjande kungen) på mynten han lät prägla.